# 조명철
조명철(趙明哲, 1959년 4월 2일~)은 대한민국의 제19대 국회의원이다.
1959년 조선민주주의인민공화국 평양에서 태어났다. 김일성종합대학에서 졸업하고 난카이 대학에서 교수를 지내다 1994년 7월 18일 탈북하여 대한민국에 들어왔다.
대외경제정책연구원 연구위원을 지내기도 했다. 2011년 6월 8일 통일교육원 원장에 임명되었다. 2012년 제19대 총선에서 새누리당 비례대표로 공천을 받아 당선되었다.

## 학력
- 1977년~1983년 김일성종합대학 자동조종학 학사
- 1983년~1987년 김일성종합대학 경제학

## 경력
- 1987년 10월~1994년 7월 김일성종합대학, 난카이 대학 교수
- 1994년 대외경제정책연구원 연구위원
- 2003년 11월~2005년 11월 KDI 국제정책대학원 자문위원
- 2003년 12월~2004년 11월 일본 리츠메이칸대학 국제지역연구소 특별연구원
- 2004년 1월~2011년 6월 통일부 통일정책분과 정책자문위원
- 대외경제정책연구원 통일국제협력팀 팀장
- 2008년 4월~2011년 6월 대외경제정책연구원 국제개발협력센터 소장
- 2009년 3월~2011년 2월 한국동북아경제학회 이사
- 2010년 1월~2011년 12월 한국철도공사 자문위원
- 2011년 2월~2011년 6월 법제처 정책자문위원
- 2011년 3월~한국관광공사 남북관광자문위원
- 2011년 3월~국가인권위원회 정책자문위원
- 2011년 4월~2011년 12월 한국경제신문 객원논설위원
- 2011년 6월~2012년 3월 제21대 통일교육원 원장
- 2012년 5월~2016년 5월 제19대 국회의원 (비례대표/새누리당)
- 2013년 3월~2014년 5월 제19대 국회 정보위원회 위원
- 2013년 4월~2014년 5월 제19대 국회 외교통일위원회 위원
- 2014년 6월~2016년 5월 제19대 국회 후반기 윤리특별위원회 위원
- 2014년 6월~2016년 5월 제19대 국회 후반기 기획재정위원회 위원
- 2015년 8월 새누리당 정책위원회 민생119본부 부본부장
- 2016년 9월 새누리당 북한인권 및 탈납북자위원회 위원장
- 2017년 3월~2020년 2월 자유한국당 북한인권 및 탈납북자위원회 위원장
- 2020년 2월~2020년 7월 미래통합당 북한 인권 및 탈납북자위원회 위원장
- 2021년 8월~2021년 9월: 최재형 열린캠프 자문위원
- 2022년 2월~2022년 3월: 국민의힘 제20대 대통령선거 선거대책본부 윤석열 대통령 후보 직속 위원회 미래를 여는 희망위원회 위원
- 2022년 7월~2024년 8월: 이북5도위원회 평안남도지사

## 논란

### 학력 논란
조명철은 김일성종합대학에서 학부 과정을 졸업하고 준박사 학위를 땄다. 준박사 학위를 박사 학위에 해당하는 것으로 활동하고 후보자 등록 서류에 낸 것에 대한 논란이 있다. 북한의 학위는 3단계로 대학을 졸업하면 기사, 2년 과정을 추가로 마치면 준박사, 3년 과정을 더 마치면 박사이다. 2012년 총선 과정에서 문제가 제기되었고 조명철은 국가기관에서 박사로 결정했다고 해명했다.

### 지역 감정 조장 발언 논란
조명철 의원은 지난 19일 국가정보원 국정조사 2차 청문회 도중, 증인으로 출석한 권 과장(전 수서경찰서 수사과장)에게 "광주의 경찰이냐, 대한민국의 경찰이냐"고 따졌다. 이에 결국 국회 윤리위원회에 제소되었다.

## 역대 선거 결과
| 실시년도 | 선거  | 대수 | 직책     | 선거구   | 정당     | 득표수      | 득표율         | 순위         | 당락 | 비고 |
| -------- | ----- | ---- | -------- | -------- | -------- | ----------- | -------------- | ------------ | ---- | ---- |
| 2012년   | 총선  | 19대 | 국회의원 | 비례대표 | 새누리당 | 9,130,651표 | \| \| 42.8% \| | 비례대표 4번 |      | 초선 |
|          | 42.8% |      |          |          |          |             |                |              |      |      |